# Pterygophyllum balantii
Pterygophyllum balantii är en bladmossart som beskrevs av Brotherus 1907. Pterygophyllum balantii ingår i släktet Pterygophyllum och familjen Hookeriaceae. Inga underarter finns listade i Catalogue of Life.